# 石太客运专线
石太客运专线是中国一条连接河北省石家庄市与山西省太原市的客运专线。工程于2005年6月11日开始动工，2009年4月1日正式通车。
新线全长189公里，预计建造成本为126.37亿元人民币，设计时速250公里，目前商业运行的最高平均速度（2010年）约205公里/小时。客运专线中最长的桥梁为东山过境特大桥，6.5公里，太行山隧道建成时为中国最长的铁路隧道，全长27.839公里。太原站的改造为石太客运专线的控制型工程，主要分为四部分：站台区改造、站房区改造、线路改造、新建检修沟工程。
营运方面会交由“石太铁路客运专线有限责任公司”负责，公司成立于2005年10月28日，由铁道部、河北省及山西省政府共同组建。

## 車站
| 車站名稱 | 里程  | 所在區域 | 所在區域 | 所在區域 | 連接鐵路                                                 | 城市軌道交通換乘路線            |
| -------- | ----- | -------- | -------- | -------- | -------------------------------------------------------- | ------------------------------- |
| 太原站   | 0     | 山西省   | 太原市   | 迎泽區   | 石太鐵路、同蒲鐵路、大西客運專線                         | 太原地铁1号线                   |
| 太原東站 | 2.8   | 山西省   | 太原市   | 杏花嶺區 |                                                          |                                 |
| 東凌井站 |       | 山西省   | 太原市   | 陽曲縣   |                                                          |                                 |
| 陽泉北站 | 94.8  | 山西省   | 陽泉市   | 盂縣     | 阳大铁路                                                 |                                 |
| 井陘北站 |       | 河北省   | 石家莊市 | 井陘縣   |                                                          |                                 |
| 石家莊站 | 197.9 | 河北省   | 石家莊市 | 橋西區   | 京广高速铁路、石濟客運專線、京廣鐵路、石德鐵路、石太鐵路 | 石家莊地鐵2號線 石家莊地鐵3號線 |

## 歷史
- 2005年6月11日：工程正式开始。
- 2007年12月22日：太行山隧道（全长27.8公里）貫通。[2]
- 2008年12月25日晚10点： 太钢特大桥完工，至此石太客运专线比在预定时间前一周实现了全线贯通，同时太原北站二场、太原东站和太原站客专线路也相继铺设完成。[3]
- 2009年1月1日：正式通车[4]。
- 2009年2月18日：动车组试验车运行[5]
- 2009年4月1日：动车组列车投入正式运营[6]。